# Мариенталь (парк)

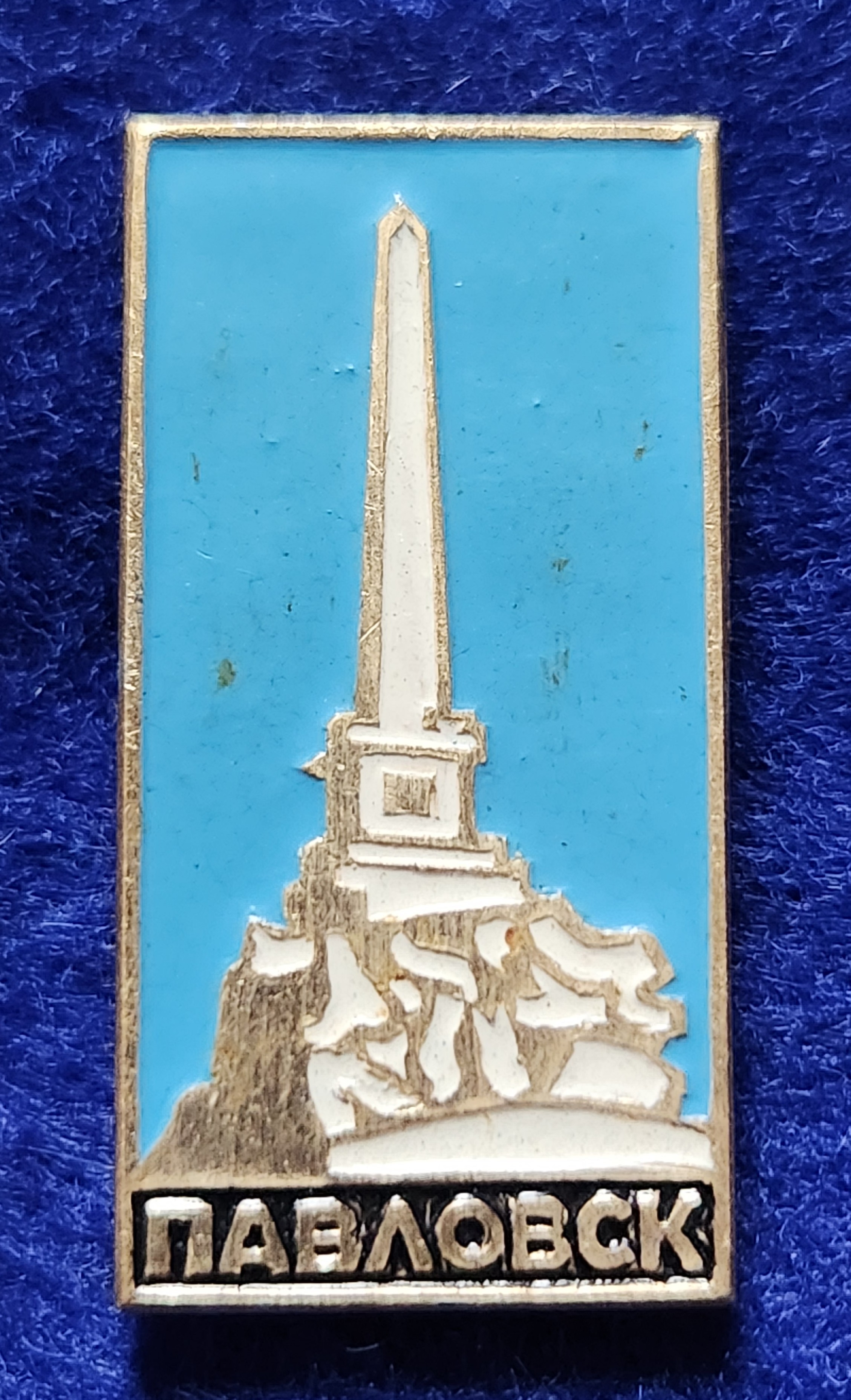
Павловск значок Обелиск в память основания 1790, архитектор Чарльз Камерон

Парк «Мариента́ль» — второй по величине парк в городе Павловске (Пушкинский район Санкт-Петербурга). Расположен между Садовой улицей, улицей Красного Курсанта, Мариинской улицей, Елизаветинской улицей, Госпитальной улицей и улицей Просвещения.
Парк был разбит в 1790-х годах по проекту архитектора Ч. Камерона. Тогда же был построен дворец Мариенталь (нем. Marientahl — долина Марии), получивший наименование в честь Марии Федоровны, жены российского императора Павла I. В 1798 году на месте дворца сооружена крепость «БИП».
В центре парка «Мариенталь» находится Мариентальский пруд на реке Славянке, созданный в 1793—1795 годах. Также через территорию парка протекают река Тызьва в западной части и безымянный ручей в восточной части. Оба являются притоками Славянки. В разных краях парка находятся три пруда-памятника.
Парк «Мариенталь» является объектом культурного наследия федерального значения. В его состав также входит обелиск в память основания Павловска (1790-е, арх. Ч. Камерон). Также парк входит в перечень зеленых зон общего пользования.
По территории парка «Мариенталь» проходит три улицы — Надгорная, Красногвардейская, Комсомольский переулок. В северо-восточной части два фрагмента парка разделяет Звериницкая улица.